# Saksi (berg)
De Saksi is een berg behorende bij de gemeente Lom in de provincie Oppland in Noorwegen. De berg, gelegen in Nationaal park Jotunheimen, heeft een hoogte van 2189 meter en maakt onderdeel uit van de bergkam Smørstabbtindene.
De Saksi is onderdeel van het gebergte Jotunheimen.